# Can Jepot
Can Jepot és un mas del municipi de l'Escala protegit com a bé cultural d'interès local.

## Descripció
Situat al sud del nucli antic de la població de l'Escala, al veïnat dels Recs, edificat en un pujol de la muntanya del mateix nom, molt proper a la carretera GI-632. Juntament amb Can Redrinc, configuren el conjunt del veïnat dels Recs.
Masia de grans dimensions i planta rectangular, formada per la casa principal i diverses dependències auxiliars, situades al sector nord del mas.
L'edifici principal està format per dos cossos adossats, amb la coberta de teula a dues vessants, disposades a diferent nivell. Consta de planta baixa i dos pisos. La façana principal presenta un portal d'arc de mig punt adovellat, flanquejat per dos grans contraforts que pràcticament el cobreixen. A l'extrem est hi ha un portal rectangular bastit amb maons. Al pis, totes les obertures són rectangulars, amb els brancals bastits amb carreus i les llindes planes. Destaquen les dues finestres centrals, una amb cornisa i ampit motllurat i l'altra amb guardapols decorat amb relleus figuratius. Al mig de les dues hi ha un rellotge de sol. A la part superior de la cantonada sud-oest hi ha una garita cilíndrica de maó, recolzada en un base de pedra de tres cercles en degradació. La coberta és cònica, amb les restes del recobriment de rajola decorada. La façana est presenta diverses obertures a diferents nivells, totes emmarcades amb carreus de pedra. Hi ha un pou circular cobert, amb una obertura rectangular de maó i un abeurador al costat.
Les dependències situades al nord del recinte, tancat amb un mur de pedra als costats sud i oest, són totes de grans dimensions, amb cobertes a dues aigües i alguna obertura de pedra.
Tota la construcció és bastida amb pedra de diverses mides sense desbastar, lligada amb morter de calç. Els angles de l'edifici hi ha carreus ben tallats.

## Història
Tot i la dificultat que representa qualsevol intent de situar l'origen de les masies per causa del seu creixement orgànic, en el sentit que condiciona la substitució d'estructures i es fa difícil retrobar-hi les originals, la bibliografia consultada sembla estar d'acord en establir la cronologia de Can Jepot al voltant dels segles XVI-XVII, època en què es renoven els assentaments agrícoles a la zona.
La proximitat del litoral explica l'existència de la petita garita de defensa. Segon l'arxiu del COAC, a més havia tingut una torre de defensa, com la que encara té el Mas Redrinc. Can Jepot és una masia com tantes altres de les comarques marítimes que fou fortificada per prevenir el perill de la pirateria, que durant el s. XVI i XVII va augmentar consideradament. Aquest seria un fenomen que explicaria la presència de la majoria de les masies fortificades pròximes.